# Superbike-Weltmeisterschaft

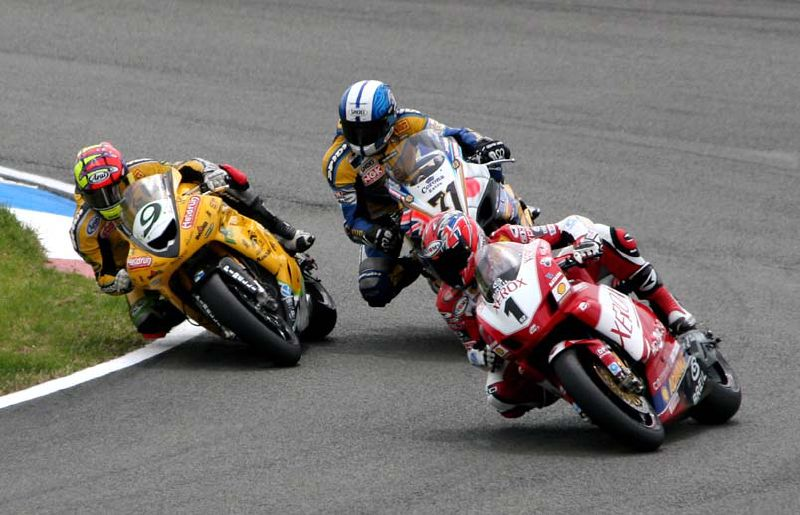
Rennszene aus der Saison 2005: James Toseland (Nr. 1) vor Chris Walker (9) und Yukio Kagayama (71)

Die Superbike-Weltmeisterschaft ist eine Rennsportklasse für seriennahe Motorräder. Sie ist auch unter den Kürzeln WorldSBK, SBK, World Superbike, WSB, oder WSBK bekannt.
Als Superbikes im Sinne der Weltmeisterschaft werden straßenzugelassene, vollverkleidete Sportmotorräder der 1000-cm³-Klasse bezeichnet. Bis 2003 galt ein Hubraumlimit von 750 cm³.
Die Weltmeisterschaft wird seit 1988 ausgetragen und findet unter dem Dach der FIM statt. Es werden getrennte Weltmeistertitel für Fahrer und Hersteller vergeben. Das erste Rennen fand am 3. April 1988 in Donington Park (Großbritannien) statt. Erster Sieger war der Italiener Davide Tardozzi auf Bimota.
Die Superbike-WM wurde ursprünglich auf Betreiben der vier großen japanischen Hersteller Honda, Yamaha, Kawasaki und Suzuki ins Leben gerufen. Die bislang erfolgreichste Marke ist Ducati aus Italien.
Promotor und Rechteinhaber der Serie war ab Ende 2008 die Schweizer Firma Infront Sports & Media AG als Nachfolgerin von FGSport. Im November 2012 übernahm die spanische Agentur DORNA Sports S.L. die Rechte der Superbike-WM. Somit werden die beiden größten Motorrad-Weltmeisterschaften (Motorrad-WM und Superbike-WM) von derselben Organisation geleitet.

## Technisches Reglement
Das aktuell gültige Reglement gilt seit 2024. Es gab über die Jahre immer wieder einzelne Anpassungen.

### Homologation
Die eingesetzten Motorräder müssen eine FIM Superbike Homologation besitzen. Das Serienbike darf einen Kaufpreis von 44.000 Euro nicht überschreiten. Alle Motorräder müssen vorne, hinten und im Profil dem Serienbike entsprechen. Die Abgasanlage ist davon ausgenommen. Das Motorrad darf im Bereich, Schwinge, Gabel, Radaufhängung, Räder, Bremsen, Lenker, Fußrastenanlage, Getriebe, Kupplung, Tank (max. 21 Liter) und einige weitere verändert werden. Der Motor darf von den Herstellern in einigen Bereichen präpariert werden, außer in Hubraum, Bohrung und Hub.

### Stückzahlen
Zum Zeitpunkt einer Homologation eines Modells müssen 125 Exemplare gebaut worden sein. Zum Ende des ersten Jahres müssen es insgesamt 250 Stück und nach dem zweiten Jahr 500 Exemplare sein. Vorherige Reglements sahen erheblich höhere Stückzahlen vor.

### Reglementänderungen 2003 bis 2008
Bis 2003 sah das Reglement Hubraumlimits von 750 cm³ für Vierzylinder- und von 1000 cm³ für Zweizylindermotoren vor. Diese Regelung sollte den Vorteil von Vierzylinder-Motoren, höhere Drehzahlen und damit eine größere Leistung als Zweizylinder zu erreichen, kompensieren. Ab 2004 war für alle Motoren ein Hubraumlimit von 1000 cm³ vorgeschrieben, man ließ jedoch den Zweizylindern mehr Spielraum zur Leistungssteigerung. Da dies allerdings deutlich höhere finanzielle Aufwendungen bedeutete, wurde ab der Saison 2008 auf Bestrebungen von Ducati und wohl auch KTM hin abermals ein größerer Hubraum für Zweizylinder-Motoren zugelassen.
Hubraumgrenzen und Mindestgewichte
| Motor                       | Hubraumgrenzen          | Mindestgewicht |
| --------------------------- | ----------------------- | -------------- |
| 4-Zylinder-Viertakt-Motoren | 750 cm³ bis zu 1000 cm³ | 168 kg         |
| 3-Zylinder-Viertakt-Motoren | 750 cm³ bis zu 1000 cm³ | 168 kg         |
| 2-Zylinder-Viertakt-Motoren | 850 cm³ bis zu 1200 cm³ | 168 kg         |

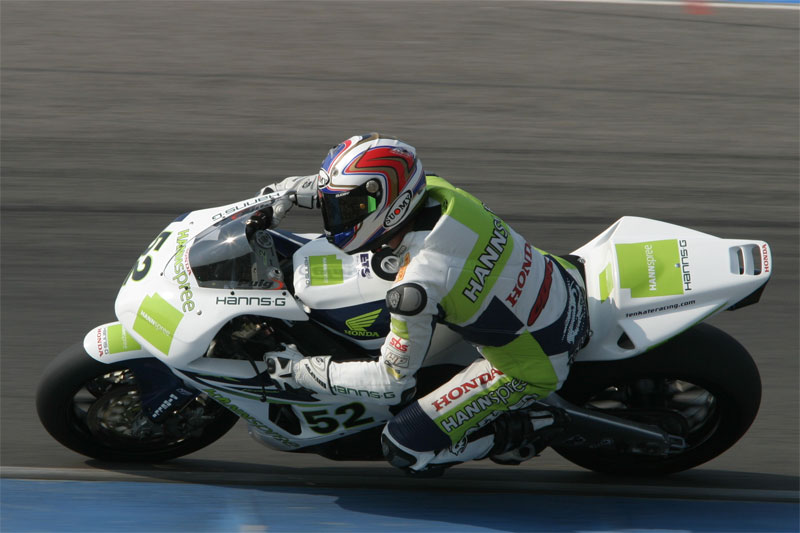
Weltmeister 2007: James Toseland auf Honda CBR 1000 RR Fireblade

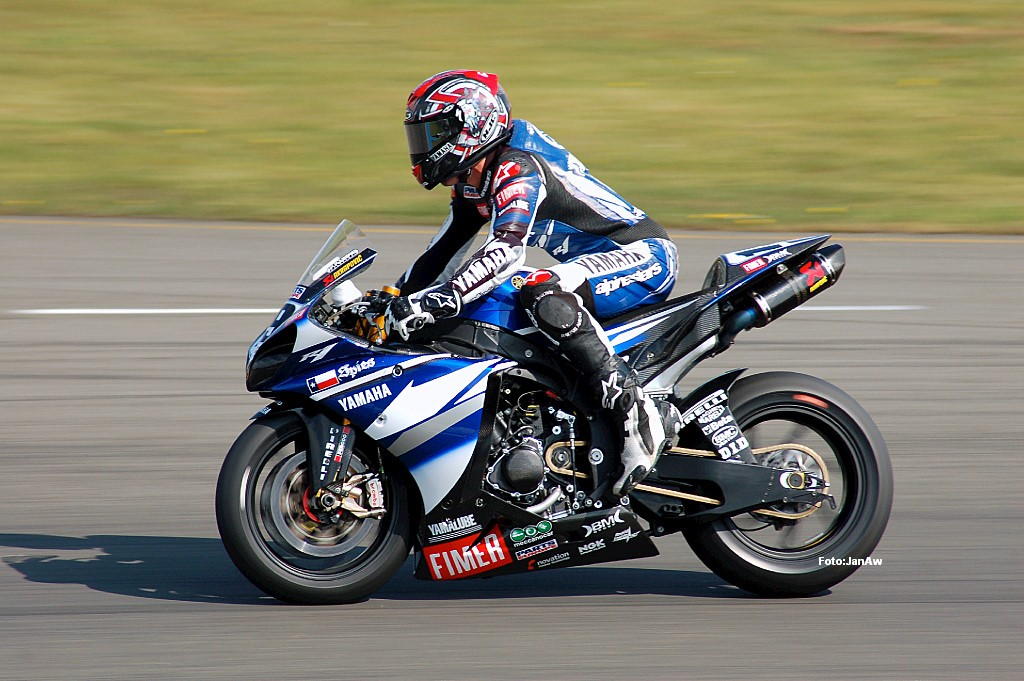
Weltmeister 2009: Ben Spies 2009 auf Yamaha YZF-R1

Aktuell verwenden alle sechs Hersteller (BMW, Bimota, Ducati, Honda, Kawasaki und Yamaha) 4-Zylinder-Motoren.

### Reifen
Seit 2004 ist in der Superbike-WM Pirelli alleiniger Reifenausrüster.

## Sportliches Reglement

### Rennformat

#### Bis 2015
Bis 2015 wurden pro Rennwochenende zwei Läufe am Sonntag ausgetragen.

#### 2016–2018
Seit der Saison 2016 gibt es ein neues Wochenendformat. Der erste Lauf des Wochenendes wird nun nicht mehr wie bisher am Sonntagvormittag gefahren. Stattdessen findet er bereits am Samstagnachmittag um 13 Uhr Ortszeit statt. Der zweite Lauf findet Sonntagnachmittag um 13 Uhr Ortszeit statt. Von dieser Änderung sind auch die freien Trainings und die Superpole betroffen. Statt vier gibt es jetzt nur noch drei freie Trainingseinheiten, die alle am Freitag absolviert werden. Die Superpole, zur Ermittlung der Startaufstellung für beide Läufe, beginnt am Samstagvormittag um 10:30 Uhr Ortszeit.

#### Ab 2019
Seit der Saison 2019 werden pro Wochenende drei Rennen ausgetragen. Am Samstag wird Rennen 1 um 14:00 Ortszeit gestartet. Der Sonntag beginnt um 11:00 Ortszeit mit einem Sprintrennen, dem sogenannten Superpole Race (SR). Anschließend folgt um 14:00 Rennen 2. Durch diese Änderungen sind auch die Trainingssessions und das Qualifying betroffen. Statt wie zuvor, werden nun freitags zwei Trainingsessions absolviert und die dritte am Samstagmorgen. Anschließend findet das Superpole genannten Qualifying um 11:00 Ortszeit statt. Dieses bestimmt die Startaufstellung für das Rennen 1 am Samstagnachmittag und das Superpole Race am Sonntagmorgen. Für das Rennen 2 gilt für die ersten 9 Fahrer das Ergebnis des Superpole Race. Für die restlichen Plätze zählt weiterhin das Qualifying von Samstagmorgen.

### Punkteverteilung
Weltmeister wird derjenige Fahrer beziehungsweise der Hersteller, der bis zum Saisonende die meisten Punkte in der Weltmeisterschaft angesammelt hat. Bei der Punkteverteilung werden die Platzierungen im Gesamtergebnis des jeweiligen Rennens berücksichtigt. Die fünfzehn erstplatzierten Fahrer jedes Rennens erhalten Punkte nach folgendem Schema:
| Punkteverteilung | Punkteverteilung | Punkteverteilung | Punkteverteilung | Punkteverteilung | Punkteverteilung | Punkteverteilung | Punkteverteilung | Punkteverteilung | Punkteverteilung | Punkteverteilung | Punkteverteilung | Punkteverteilung | Punkteverteilung | Punkteverteilung | Punkteverteilung |
| ---------------- | ---------------- | ---------------- | ---------------- | ---------------- | ---------------- | ---------------- | ---------------- | ---------------- | ---------------- | ---------------- | ---------------- | ---------------- | ---------------- | ---------------- | ---------------- |
| Platz            | 1                | 2                | 3                | 4                | 5                | 6                | 7                | 8                | 9                | 10               | 11               | 12               | 13               | 14               | 15               |
| Punkte           | 25               | 20               | 16               | 13               | 11               | 10               | 9                | 8                | 7                | 6                | 5                | 4                | 3                | 2                | 1                |

| Punkteverteilung Sprintrennen | Punkteverteilung Sprintrennen | Punkteverteilung Sprintrennen | Punkteverteilung Sprintrennen | Punkteverteilung Sprintrennen | Punkteverteilung Sprintrennen | Punkteverteilung Sprintrennen | Punkteverteilung Sprintrennen | Punkteverteilung Sprintrennen | Punkteverteilung Sprintrennen |
| ----------------------------- | ----------------------------- | ----------------------------- | ----------------------------- | ----------------------------- | ----------------------------- | ----------------------------- | ----------------------------- | ----------------------------- | ----------------------------- |
| Platz                         | 1                             | 2                             | 3                             | 4                             | 5                             | 6                             | 7                             | 8                             | 9                             |
| Punkte                        | 12                            | 9                             | 7                             | 6                             | 5                             | 4                             | 3                             | 2                             | 1                             |

In die Wertung kommen alle erzielten Resultate.
Die neun Erstplatzierten des zweiten Rennens, des sogenannten Superpole Race, machen die Startpositionen für das letzte Rennen des Wochenendes aus, während der Rest sich am Superpole-Qualifying orientiert. D. h., sollte der Polesetter im Sprint keine Punkte holen, muss dieser beim Sonntags-Hauptrennen von Platz 10 starten.

## Begriffsherkunft
Das Kürzel SBK stammt ursprünglich aus dem niederländischem und bedeutet ausgeschrieben Super Bike Kampioenschap, übersetzt Superbike Meisterschaft und ist ein Überbleibsel aus der Zeit des niederländischen FIM-Funktionär Jo Zegwaard.

## Superbike-Weltmeister
| Jahr | Fahrertitel         | Motorrad                    | Herstellertitel |
| ---- | ------------------- | --------------------------- | --------------- |
| 1988 | Fred Merkel         | Honda VFR 750 / RC 30       | Honda           |
| 1989 | Fred Merkel         | Honda VFR 750 / RC 30       | Honda           |
| 1990 | Raymond Roche       | Ducati 851                  | Honda           |
| 1991 | Doug Polen          | Ducati 888                  | Ducati          |
| 1992 | Doug Polen          | Ducati 888                  | Ducati          |
| 1993 | Scott Russell       | Kawasaki ZXR 750            | Ducati          |
| 1994 | Carl Fogarty        | Ducati 916 R                | Ducati          |
| 1995 | Carl Fogarty        | Ducati 916 R                | Ducati          |
| 1996 | Troy Corser         | Ducati 916 R                | Ducati          |
| 1997 | John Kocinski       | Honda RVF 750 / RC 45       | Honda           |
| 1998 | Carl Fogarty        | Ducati 996                  | Ducati          |
| 1999 | Carl Fogarty        | Ducati 996 RS               | Ducati          |
| 2000 | Colin Edwards       | Honda VTR 1000 SP1          | Ducati          |
| 2001 | Troy Bayliss        | Ducati 996 R                | Ducati          |
| 2002 | Colin Edwards       | Honda VTR 1000 SP2          | Ducati          |
| 2003 | Neil Hodgson        | Ducati 999 F03              | Ducati          |
| 2004 | James Toseland      | Ducati 999 F04              | Ducati          |
| 2005 | Troy Corser         | Suzuki GSX-R 1000 K5        | Suzuki          |
| 2006 | Troy Bayliss        | Ducati 999 F06              | Ducati          |
| 2007 | James Toseland      | Honda CBR 1000 RR Fireblade | Yamaha          |
| 2008 | Troy Bayliss        | Ducati 1098 F08             | Ducati          |
| 2009 | Ben Spies           | Yamaha YZF-R 1              | Ducati          |
| 2010 | Max Biaggi          | Aprilia RSV4 Factory        | Aprilia         |
| 2011 | Carlos Checa        | Ducati 1098R                | Ducati          |
| 2012 | Max Biaggi          | Aprilia RSV4 Factory        | Aprilia         |
| 2013 | Tom Sykes           | Kawasaki ZX-10 R            | Aprilia         |
| 2014 | Sylvain Guintoli    | Aprilia RSV4 Factory        | Aprilia         |
| 2015 | Jonathan Rea        | Kawasaki ZX-10 R            | Kawasaki        |
| 2016 | Jonathan Rea        | Kawasaki ZX-10 R            | Kawasaki        |
| 2017 | Jonathan Rea        | Kawasaki ZX-10 R            | Kawasaki        |
| 2018 | Jonathan Rea        | Kawasaki ZX-10 R            | Kawasaki        |
| 2019 | Jonathan Rea        | Kawasaki ZX-10 R            | Kawasaki        |
| 2020 | Jonathan Rea        | Kawasaki ZX-10 R            | Kawasaki        |
| 2021 | Toprak Razgatlıoğlu | Yamaha YZF-R 1              | Yamaha          |
| 2022 | Álvaro Bautista     | Ducati Panigale V4R         | Ducati          |
| 2023 | Álvaro Bautista     | Ducati Panigale V4R         | Ducati          |
| 2024 | Toprak Razgatlıoğlu | BMW M 1000 RR               | Ducati          |

## Schwere Unfälle
- Am 10. September 1995 stürzte im niederländischen Assen der japanische Nachwuchsfahrer Yasutomo Nagai (Yamaha World Superbike Team) schwer. Er starb am 12. September 1995 im Krankenhaus.
- Am 23. April 2000 fand die große Karriere Carl Fogartys in Phillip Island (Australien) ein bitteres Ende. Er stürzte im zweiten Rennen an diesem Tage in Runde 5. Es dauerte Monate, bis er sich von den schweren Verletzungen erholt hatte.

## Rekorde

### Rekorde nach Fahrern
Fahrer, die in der Saison 2024 bei einem Team unter Vertrag stehen, sind grün hinterlegt.

#### Weltmeister-Titel
| Platz | Fahrer              | Titel | Jahre                              |
| ----- | ------------------- | ----- | ---------------------------------- |
| 1     | Jonathan Rea        | 6     | 2015, 2016, 2017, 2018, 2019, 2020 |
| 2     | Carl Fogarty        | 4     | 1994, 1995, 1998, 1999             |
| 3     | Troy Bayliss        | 3     | 2001, 2006, 2008                   |
| 4     | Álvaro Bautista     | 2     | 2022, 2023                         |
|       | Max Biaggi          | 2     | 2010, 2012                         |
|       | Troy Corser         | 2     | 1996, 2005                         |
|       | Colin Edwards       | 2     | 2000, 2002                         |
|       | Fred Merkel         | 2     | 1988, 1989                         |
|       | Doug Polen          | 2     | 1991, 1992                         |
|       | Toprak Razgatlıoğlu | 2     | 2021, 2024                         |
|       | James Toseland      | 2     | 2004, 2007                         |
| 12    | Carlos Checa        | 1     | 2011                               |
|       | Sylvain Guintoli    | 1     | 2014                               |
|       | Neil Hodgson        | 1     | 2003                               |
|       | John Kocinski       | 1     | 1997                               |
|       | Raymond Roche       | 1     | 1990                               |
|       | Scott Russell       | 1     | 1993                               |
|       | Ben Spies           | 1     | 2009                               |
|       | Tom Sykes           | 1     | 2013                               |

#### Siege
| Platz | Fahrer              | Siege |
| ----- | ------------------- | ----- |
| 1     | Jonathan Rea        | 119   |
| 2     | Álvaro Bautista     | 63    |
| 4     | Toprak Razgatlıoğlu | 63    |
| 3     | Carl Fogarty        | 59    |
| 5     | Troy Bayliss        | 52    |
| 6     | Noriyuki Haga       | 43    |
| 7     | Tom Sykes           | 34    |
| 8     | Troy Corser         | 33    |
| 9     | Chaz Davies         | 32    |
| 10    | Colin Edwards       | 31    |

#### Pole-Positions
Seit der Superbike-WM-Saison 2017 zählt die Pole-Position aus der Superpole 2 nur noch für den ersten Lauf. Die Pole-Position für den zweiten Lauf belegt derjenige Fahrer, der im ersten Lauf als vierter ins Ziel kam. Diese zählt allerdings nicht für die Statistik.
| Platz | Fahrer              | Poles |
| ----- | ------------------- | ----- |
| 1     | Tom Sykes           | 51    |
| 2     | Troy Corser         | 43    |
|       | Jonathan Rea        | 43    |
| 4     | Troy Bayliss        | 26    |
| 5     | Carl Fogarty        | 21    |
| 6     | Doug Polen          | 17    |
| 7     | Neil Hodgson        | 16    |
| 8     | Colin Edwards       | 15    |
| 9     | Toprak Razgatlıoğlu | 12    |
| 10    | Ben Spies           | 11    |

#### Schnellste Rennrunden
| Platz | Fahrer              | SR  |
| ----- | ------------------- | --- |
| 1     | Jonathan Rea        | 104 |
| 2     | Noriyuki Haga       | 59  |
| 3     | Álvaro Bautista     | 52  |
| 4     | Carl Fogarty        | 48  |
| 5     | Troy Corser         | 45  |
| 6     | Tom Sykes           | 39  |
| 7     | Troy Bayliss        | 35  |
| 8     | Chaz Davies         | 33  |
|       | Toprak Razgatlıoğlu | 33  |
| 10    | Carlos Checa        | 31  |

#### WM-Punkte
In der ersten Superbike-WM-Saison 1988 gab es für einen Sieg 10 Punkte. Von 1989 bis 1994 gab es 20 Punkte für einen Sieg. Seit 1995 erhält der Sieger 25 Punkte. Dies relativiert die Aussagekraft dieser Statistik.
| Platz | Fahrer              | Punkte  |
| ----- | ------------------- | ------- |
| 1     | Jonathan Rea        | 6.203,5 |
| 2     | Troy Corser         | 4.021,5 |
| 3     | Tom Sykes           | 3.711,5 |
| 4     | Noriyuki Haga       | 3.691   |
| 5     | Carl Fogarty        | 3.020   |
| 6     | Aaron Slight        | 2.834,5 |
| 7     | Toprak Razgatlıoğlu | 2.518   |
| 8     | Troy Bayliss        | 2.457   |
| 9     | Colin Edwards       | 2.393,5 |
| 10    | Pierfrancesco Chili | 2.381,5 |

#### Inoffizielle WM-Punkte
Inoffizielle Anzahl an WM-Punkten nach dem seit 1995 geltenden Punktesystem.
| Platz | Fahrer              | Punkte  |
| ----- | ------------------- | ------- |
| 1     | Jonathan Rea        | 4.581,5 |
| 2     | Troy Corser         | 4.030,5 |
| 3     | Noriyuki Haga       | 3.691   |
| 4     | Carl Fogarty        | 3.153   |
| 5     | Aaron Slight        | 2.906   |
| 6     | Tom Sykes           | 2.891,5 |
| 7     | Troy Bayliss        | 2.457   |
| 8     | Colin Edwards       | 2.393,5 |
| 9     | Pierfrancesco Chili | 2.381,5 |
| 10    | Max Biaggi          | 2.102   |

#### Podestplätze
| Platz | Fahrer              | Podien |
| ----- | ------------------- | ------ |
| 1     | Jonathan Rea        | 263    |
| 2     | Troy Corser         | 130    |
| 3     | Toprak Razgatlıoğlu | 124    |
| 4     | Noriyuki Haga       | 116    |
| 5     | Tom Sykes           | 114    |
| 6     | Carl Fogarty        | 109    |
| 7     | Chaz Davies         | 107    |
| 8     | Álvaro Bautista     | 97     |
| 9     | Troy Bayliss        | 94     |
| 10    | Aaron Slight        | 87     |

#### Starts
Gezählt werden alle Rennen, an denen der betreffende Fahrer tatsächlich teilgenommen hat. Ist er zum Beispiel in der Einführungsrunde (vor dem eigentlichen Start des Rennens) ausgefallen, wird dies nicht als Teilnahme gewertet. Als gestartet gilt jedoch, wer mindestens den ersten Startversuch des Rennens aufgenommen hat.
| Platz | Fahrer               | Rennen |
| ----- | -------------------- | ------ |
| 1     | Jonathan Rea         | 426    |
| 2     | Troy Corser          | 374    |
| 3     | Tom Sykes            | 367    |
| 4     | Leon Haslam          | 325    |
| 5     | Noriyuki Haga        | 314    |
| 6     | Alex Lowes           | 298    |
| 7     | Pierfrancesco Chili  | 276    |
| 8     | Chaz Davies          | 268    |
| 9     | Michael van der Mark | 256    |
| 10    | Eugene Laverty       | 248    |

#### Siege in einer Saison
| Platz | Fahrer              | Siege | Jahr/e (Saisonrennen) |
| ----- | ------------------- | ----- | --------------------- |
| 1     | Álvaro Bautista     | 26    | 2023 (36)             |
| 2     | Doug Polen          | 17    | 1991 (26)             |
|       | Jonathan Rea        | 17    | 2018 (26), 2019 (39)  |
| 4     | Jonathan Rea        | 16    | 2017 (26)             |
|       | Álvaro Bautista     | 16    | 2019 (39), 2022 (36)  |
| 6     | Carlos Checa        | 15    | 2011 (26)             |
| 7     | Troy Bayliss        | 14    | 2002 (26)             |
|       | Toprak Razgatlıoğlu | 14    | 2022 (36)             |
|       | Jonathan Rea        | 14    | 2015 (26)             |
|       | Ben Spies           | 14    | 2009 (28)             |

#### Pole-Positions in einer Saison
| Platz | Fahrer        | Poles | Jahr/e (Veranstaltungen) |
| ----- | ------------- | ----- | ------------------------ |
| 1     | Ben Spies     | 11    | 2009 (14)                |
| 2     | Doug Polen    | 10    | 1991 (13)                |
| 3     | Tom Sykes     | 9     | 2012 (14)                |
| 4     | Troy Bayliss  | 8     | 2008 (14)                |
|       | Jonathan Rea  | 8     | 2021 (13)                |
|       | Tom Sykes     | 8     | 2013 (14), 2016 (13)     |
| 7     | Troy Corser   | 7     | 1998 (12)                |
|       | Jonathan Rea  | 7     | 2019 (13)                |
| 9     | Troy Bayliss  | 6     | 2007 (13)                |
|       | Carlos Checa  | 6     | 2011 (13)                |
|       | Cal Crutchlow | 6     | 2010 (13)                |
|       | Colin Edwards | 6     | 2000 (13)                |
|       | Carl Fogarty  | 6     | 1993 (13), 1994 (11)     |
|       | Neil Hodgson  | 6     | 2003 (12)                |
|       | Doug Polen    | 6     | 1992 (13)                |
|       | Tom Sykes     | 6     | 2015 (13), 2018 (13)     |
|       | Jonathan Rea  | 6     | 2017 (13)                |

#### Schnellste Rennrunden in einer Saison
| Platz | Fahrer              | SR | Jahr/e (Saisonrennen)           |
| ----- | ------------------- | -- | ------------------------------- |
| 1     | Álvaro Bautista     | 23 | 2023 (36)                       |
| 2     | Álvaro Bautista     | 15 | 2019 (39)                       |
| 3     | Jonathan Rea        | 14 | 2017 (26), 2018 (26), 2021 (37) |
| 4     | Álvaro Bautista     | 13 | 2022 (36)                       |
|       | Doug Polen          | 13 | 1991 (26)                       |
|       | Toprak Razgatlıoğlu | 13 | 2022 (36)                       |
|       | Tom Sykes           | 13 | 2013 (27)                       |
| 8     | Noriyuki Haga       | 12 | 2007 (25)                       |
|       | Jonathan Rea        | 12 | 2019 (39)                       |
| 10    | Carlos Checa        | 11 | 2011 (26)                       |
|       | Jonathan Rea        | 11 | 2015 (26), 2020 (24)            |

#### Weitere Rekorde
| Rekord                                                                              | Details                                                                                                   | Fahrer                                                                                               |
| WELTMEISTERSCHAFTEN                                                                 | WELTMEISTERSCHAFTEN                                                                                       | WELTMEISTERSCHAFTEN                                                                                  |
| ----------------------------------------------------------------------------------- | --- | --- |
| Schnellste WM-Entscheidung                                                          | nach 17 von 24 Rennen (70,8 %)                                                                            | Neil Hodgson (2003)                                                                                  |
| Größter Punkte-Vorsprung des Weltmeisters                                           | 189 Punkte                                                                                                | Jonathan Rea auf Chaz Davies (2018)                                                                  |
| Kleinster Punkte-Vorsprung des Weltmeisters                                         | 0,5 Punkte                                                                                                | Max Biaggi auf Tom Sykes (2012)                                                                      |
| Der jüngste Weltmeister                                                             | mit 23 Jahren und 364 Tagen                                                                               | James Toseland (2004)                                                                                |
| Der älteste Weltmeister                                                             | mit 41 Jahren und 103 Tagen                                                                               | Max Biaggi (2012)                                                                                    |
| Die meisten Weltmeistertitel in Folge                                               | 6 | Jonathan Rea (2015–2020)                                                                             |
| SIEGE                                                                               | | |
| Die beste Sieg-Quote                                                                | 75 % (3 Siege in 4 Rennen)                                                                                | Mick Doohan                                                                                          |
| Die beste Sieg-Quote (Mindestens eine volle Saison absolviert)                      | 50 % (14 Siege in 28 Rennen)                                                                              | Ben Spies                                                                                            |
| Der jüngste Rennsieger                                                              | mit 18 Jahren und 269 Tagen                                                                               | Yuichi Takeda, Sugo 1996 (Rennen 1)                                                                  |
| Der älteste Rennsieger                                                              | mit 41 Jahren und 74 Tagen                                                                                | Max Biaggi, Nürburgring 2012 (Rennen 1)                                                              |
| Die meisten Rennstarts bis zum ersten Sieg                                          | 154 | Andrea Locatelli                                                                                     |
| Die meisten Siege in Folge (absolut)                                                | 13 | Toprak Razgatlıoğlu (2024)                                                                           |
| Die meisten Siege in Folge (in einer Saison)                                        | 13 | Toprak Razgatlıoğlu (2024)                                                                           |
| Die meisten Siege von der Pole-Position                                             | 26 | Troy Bayliss                                                                                         |
| Die meisten Doppelsiege von Teamkollegen                                            | 21 | Jonathan Rea und Tom Sykes                                                                           |
| Die meisten Doppelsiege von Teamkollegen in einer Saison                            | 7 | Jonathan Rea und Tom Sykes (2015)                                                                    |
| STARTPLÄTZE                                                                         | | |
| Die beste Pole-Quote                                                                | 78,57 % (11 Poles bei 14 Veranstaltungen)                                                                 | Ben Spies                                                                                            |
| Die meisten Poles in Folge (absolut)                                                | 7 | Ben Spies (2009)                                                                                     |
| Die meisten Poles in Folge (in einer Saison)                                        | 7 | Ben Spies (2009)                                                                                     |
| Die meisten Poles in einer Saison                                                   | 11 (bei 14 Veranstaltungen)                                                                               | Ben Spies (2009)                                                                                     |
| Die meisten Startplätze in der ersten Reihe                                         | 98 | Troy Corser                                                                                          |
| SCHNELLSTE RENNRUNDEN                                                               | | |
| Die beste Quote an Schnellsten Rennrunden                                           | 33,33 % (2 Schnellste Runden in 6 Rennen)                                                                 | Takuma Aoki                                                                                          |
| Die beste Quote an Schnellsten Rennrunden (Mindestens eine volle Saison absolviert) | 26,67 % (8 Schnellste Runden in 30 Rennen)                                                                | Cal Crutchlow                                                                                        |
| Die meisten schnellsten Rennrunden in einer Saison                                  | 14 bei 26 Starts (53,85 %)                                                                                | Jonathan Rea (2017)                                                                                  |
| PODESTPLÄTZE                                                                        | | |
| Die beste Podest-Quote                                                              | 87,5 % (7 Podestplätze in 8 Rennen)                                                                       | Kevin Magee                                                                                          |
| Die beste Podest-Quote (Mindestens eine volle Saison absolviert)                    | 60,71 % (17 Podestplätze in 28 Rennen)                                                                    | Ben Spies                                                                                            |
| Die meisten Podestplatzierungen in Folge                                            | 25 | Colin Edwards (2002)                                                                                 |
| Die meisten Podestplatzierungen in einer Saison                                     | 25 in 26 Rennen (95,15 %)                                                                                 | Colin Edwards (2002)                                                                                 |
| Die meisten Podestplatzierungen ohne Sieg                                           | 14 | Davide Giugliano                                                                                     |
| Die meisten zweiten Plätze                                                          | 47 | Troy Corser                                                                                          |
| Die meisten dritten Plätze                                                          | 50 | Troy Corser                                                                                          |
| PUNKTERÄNGE                                                                         | | |
| Die meisten Punkteplatzierungen (absolut)                                           | 307 | Troy Corser                                                                                          |
| Die meisten Punkteplatzierungen in Folge                                            | 43 | Sylvain Guintoli (2013–2015)                                                                         |
| Die meisten vierten Plätze                                                          | 37 | Aaron Slight                                                                                         |
| Die meisten fünften Plätze                                                          | 29 | Troy Corser                                                                                          |
| Die meisten sechsten Plätze                                                         | 22 | Troy Corser Sylvain Guintoli                                                                         |
| Die meisten siebten Plätze                                                          | 25 | Pierfrancesco Chili                                                                                  |
| Die meisten achten Plätze                                                           | 16 | Leon Haslam Chris Walker                                                                             |
| Die meisten neunten Plätze                                                          | 20 | Troy Corser                                                                                          |
| Die meisten zehnten Plätze                                                          | 17 | Troy Corser Chris Walker                                                                             |
| Die meisten elften Plätze                                                           | 21 | Piergiorgio Bontempi                                                                                 |
| Die meisten zwölften Plätze                                                         | 19 | Max Neukirchner                                                                                      |
| Die meisten dreizehnten Plätze                                                      | 13 | Piergiorgio Bontempi Lucio Pedercini                                                                 |
| Die meisten vierzehnten Plätze                                                      | 16 | Steve Martin                                                                                         |
| Die meisten fünfzehnten Plätze                                                      | 15 | Igor Jerman                                                                                          |
| Die meisten GP-Teilnahmen, ohne WM-Punkte zu erzielen                               | 28 | Giuliano Sartoni                                                                                     |
| ZIELANKÜNFTE                                                                        | | |
| Die meisten Zielankünfte in Folge                                                   | 49 | Max Biaggi (2009–2011)                                                                               |
| AUSFÄLLE                                                                            | | |
| Die meisten Ausfälle in einem Rennen (absolut)                                      | 20 von 39 Startern (51,3 %) 1988: Donington (Lauf 2)                                                      | |
| Die meisten Ausfälle in einem Rennen (prozentual)                                   | 19 von 33 Startern (57,6 %) 2008: Donington (Lauf 1)                                                      | |
| Die wenigsten Ausfälle in einem Rennen (Alle Starter im Ziel)                       | 1988: Manfeild (Lauf 2) 2012: Monza (Lauf 2) 2013: Assen (Lauf 1), Istanbul (Lauf 2) 2015: Jerez (Lauf 1) | |
| Die meisten Ausfälle in Folge                                                       | 9 | James Haydon (1997)                                                                                  |
| Die meisten Ausfälle in einer Saison                                                | 16 von 22 Starts                                                                                          | Vittorio Iannuzzo (2008)                                                                             |
| RENN-TEILNAHMEN                                                                     | | |
| Die höchste Teilnehmerzahl                                                          | 50 Rennteilnehmer 1989: Österreichring (Lauf 1)                                                           | |
| Die meisten Saisonteilnahmen                                                        | 17 | Troy Corser (1992, 1994–1996, 1998–2001, 2003–2011) Noriyuki Haga (1994–2000, 2002, 2004–2011, 2013) |
| Die meisten Rennen ohne Sieg                                                        | 223 | Leon Camier (Beste Platzierung: 2)                                                                   |
| Die meisten Rennen ohne Sieg                                                        | 194 | Leandro Mercado (Beste Platzierung: 6)                                                               |

Anmerkungen
1. ↑  Seit der Saison 2013 stehen pro Reihe maximal drei statt vier Fahrer.

### Rekorde nach Konstrukteuren
In der Saison 2017 aktive Konstrukteure sind grün hinterlegt.

#### Konstrukteurs-Weltmeistertitel
| Platz | Konstrukteur | Titel | Jahre                                             |
| ----- | ------------ | ----- | ------------------------------------------------- |
| 1     | Ducati       | 18    | 1991–1996, 1998–2004, 2006, 2008–2009, 2011, 2022 |
| 2     | Kawasaki     | 6     | 2015–2020                                         |
| 3     | Aprilia      | 4     | 2010, 2012–2014                                   |
|       | Honda        | 4     | 1988–1990, 1997                                   |
| 4     | Yamaha       | 2     | 2007, 2021                                        |
| 5     | Suzuki       | 1     | 2005                                              |

#### Siege
| Platz | Konstrukteur | Siege |
| ----- | ------------ | ----- |
| 1     | Ducati       | 358   |
| 2     | Kawasaki     | 149   |
| 3     | Honda        | 119   |
| 4     | Yamaha       | 78    |
| 5     | Aprilia      | 52    |
| 6     | Suzuki       | 32    |
| 7     | BMW          | 12    |
| 8     | Bimota       | 11    |

#### Pole-Positions
| Platz | Konstrukteur | Poles |
| ----- | ------------ | ----- |
| 1     | Ducati       | 172   |
| 2     | Kawasaki     | 73    |
| 3     | Honda        | 46    |
| 4     | Yamaha       | 37    |
| 5     | Aprilia      | 20    |
| 6     | Suzuki       | 19    |
| 7     | Bimota       | 4     |
| 8     | Petronas     | 2     |
| 9     | BMW          | 1     |

#### Schnellste Rennrunden
| Platz | Konstrukteur | SR  |
| ----- | ------------ | --- |
| 1     | Ducati       | 341 |
| 2     | Kawasaki     | 106 |
| 3     | Honda        | 101 |
| 4     | Yamaha       | 84  |
| 5     | Aprilia      | 48  |
| 6     | Suzuki       | 47  |
| 7     | BMW          | 12  |
| 8     | Bimota       | 5   |

#### WM-Punkte
| Platz | Konstrukteur | Punkte  |
| ----- | ------------ | ------- |
| 1     | Ducati       | 13.684  |
| 2     | Honda        | 9.682,5 |
| 3     | Kawasaki     | 9.001,5 |
| 4     | Yamaha       | 7.518   |
| 5     | Suzuki       | 5.629,5 |
| 6     | Aprilia      | 4.498,5 |
| 7     | BMW          | 2.099   |
| 8     | MV Agusta    | 460     |
| 9     | Bimota       | 388,5   |
| 10    | Petronas     | 385     |

#### Inoffizielle WM-Punkte
| Platz | Konstrukteur | Punkte   |
| ----- | ------------ | -------- |
| 1     | Ducati       | 14.290,5 |
| 2     | Honda        | 9.999,5  |
| 3     | Kawasaki     | 9.325,5  |
| 4     | Yamaha       | 7.819,5  |
| 5     | Suzuki       | 5.693,5  |
| 6     | Aprilia      | 4.498,5  |
| 7     | BMW          | 2.099    |
| 8     | Bimota       | 583      |
| 9     | MV Agusta    | 460      |
| 10    | Petronas     | 385      |

#### Podestplätze
| Platz | Konstrukteur | Podien |
| ----- | ------------ | ------ |
| 1     | Ducati       | 863    |
| 2     | Honda        | 392    |
| 3     | Kawasaki     | 348    |
| 4     | Yamaha       | 259    |
| 5     | Aprilia      | 172    |
| 6     | Suzuki       | 139    |
| 7     | BMW          | 41     |
| 8     | Bimota       | 22     |
| 9     | Petronas     | 2      |

#### Starts
Gezählt werden alle Rennen, an denen der betreffende Konstrukteur tatsächlich teilgenommen hat. Ist er zum Beispiel in der Einführungsrunde (also vor dem eigentlichen Start des Rennens) ausgefallen, wird dies nicht als Teilnahme gewertet. Als gestartet gilt jedoch, wer mindestens den ersten Startversuch des Rennens aufgenommen hat.
| Platz | Konstrukteur | Rennen |
| ----- | ------------ | ------ |
| 1     | Kawasaki     | 746    |
| 2     | Ducati       | 745    |
| 3     | Honda        | 739    |
| 4     | Suzuki       | 634    |
| 5     | Yamaha       | 615    |
| 6     | Aprilia      | 338    |
| 7     | BMW          | 236    |
| 8     | MV Agusta    | 119    |
| 9     | Petronas     | 92     |
| 10    | Bimota       | 88     |

### Rekorde nach Nationen

#### Weltmeistertitel
| Platz | Nation             | Titel | Jahre                                                     |
| ----- | ------------------ | ----- | --------------------------------------------------------- |
| 1     | Großbritannien     | 14    | 1994, 1995, 1998, 1999, 2003, 2004, 2007, 2013, 2015–2020 |
| 2     | Vereinigte Staaten | 9     | 1988, 1989, 1991–1993, 1997, 2000, 2002, 2009             |
| 3     | Australien         | 5     | 1996, 2001, 2005, 2006, 2008                              |
| 4     | Spanien            | 3     | 2011, 2022, 2023                                          |
| 5     | Türkei             | 2     | 2021, 2024                                                |
|       | Frankreich         | 2     | 1990, 2014                                                |
|       | Italien            | 2     | 2010, 2012                                                |

#### Siege
| Platz | Nation             | Siege |
| ----- | ------------------ | ----- |
| 1     | Großbritannien     | 220   |
| 2     | Vereinigte Staaten | 119   |
| 3     | Australien         | 118   |
| 4     | Italien            | 100   |
| 5     | Japan              | 62    |
| 6     | Frankreich         | 46    |
| 7     | Spanien            | 37    |
| 8     | Neuseeland         | 14    |
| 9     | Irland             | 13    |
| 10    | Belgien            | 11    |

#### Pole-Positions
| Platz | Nation             | Poles |
| ----- | ------------------ | ----- |
| 1     | Großbritannien     | 115   |
| 2     | Australien         | 86    |
| 3     | Vereinigte Staaten | 66    |
| 4     | Italien            | 39    |
| 5     | Frankreich         | 22    |
| 6     | Japan              | 15    |
| 7     | Spanien            | 12    |
| 8     | Neuseeland         | 9     |
| 9     | Belgien            | 3     |
|       | Tschechien         | 3     |

#### Schnellste Rennrunden
| Platz | Nation             | SR  |
| ----- | ------------------ | --- |
| 1     | Großbritannien     | 194 |
| 2     | Italien            | 119 |
| 3     | Australien         | 107 |
| 4     | Japan              | 84  |
| 5     | Vereinigte Staaten | 81  |
| 6     | Frankreich         | 52  |
|       | Spanien            | 52  |
| 8     | Neuseeland         | 29  |
| 9     | Belgien            | 8   |
| 10    | Irland             | 5   |

#### WM-Punkte
| Platz | Nation             | Punkte   |
| ----- | ------------------ | -------- |
| 1     | Großbritannien     | 23.423,5 |
| 2     | Italien            | 19.344   |
| 3     | Australien         | 12.393,5 |
| 4     | Japan              | 9161,5   |
| 5     | Vereinigte Staaten | 8.868,5  |
| 6     | Spanien            | 7.932    |
| 7     | Frankreich         | 6.697    |
| 8     | Neuseeland         | 3.926,5  |
| 9     | Deutschland        | 1.756,5  |
| 10    | Belgien            | 1.337    |

#### Inoffizielle WM-Punkte
| Platz | Nation             | Punkte   |
| ----- | ------------------ | -------- |
| 1     | Großbritannien     | 23.763,5 |
| 2     | Italien            | 19.892,5 |
| 3     | Australien         | 12.708,5 |
| 4     | Vereinigte Staaten | 9.337    |
| 5     | Japan              | 9.219,5  |
| 6     | Spanien            | 7.937    |
| 7     | Frankreich         | 6.964    |
| 8     | Neuseeland         | 4.060    |
| 9     | Deutschland        | 1.794    |
| 10    | Belgien            | 1.535    |

#### Podestplätze
| Platz | Nation             | Podien |
| ----- | ------------------ | ------ |
| 1     | Großbritannien     | 605    |
| 2     | Italien            | 363    |
| 3     | Australien         | 329    |
| 4     | Vereinigte Staaten | 256    |
| 5     | Japan              | 196    |
| 6     | Frankreich         | 146    |
| 7     | Spanien            | 111    |
| 8     | Neuseeland         | 100    |
| 9     | Belgien            | 45     |
| 10    | Irland             | 33     |

## Medienpräsenz
Die Superbike-Weltmeisterschaft wird seit 2009 im Fernsehen bei Eurosport und Eurosport 2 übertragen, mit Lenz Leberkern als Kommentator und Dirk Raudies als Experte. Des Weiteren werden die Superpole-Qualifikation und Rennen im kostenpflichtigen IP-TV von Eurosport angeboten. Bis 2009 wurden die Superpole-Qualifyings und Rennen über die offizielle Internetpräsenz der Superbike-WM per Livestream frei empfangbar angeboten. Seit 2017 überträgt auch der österreichische Fernsehsender ServusTV die beiden Rennen live, allerdings nur die Superbike-Rennen, nicht die Supersport-Läufe. Kommentiert werden die Rennen seitdem von Philipp Krummholz (seit 2023 auch von Bernd Kainz), als Experten wechselten sich 2017 noch August Auinger, Sandro Cortese, Alex Hofmann und Andy Meklau ab, die auch in der Motorrad-Weltmeisterschaft als Experten fungieren bzw. fungierten. 2018 kam zudem Stefan Bradl und 2019 Stefan Nebel, welcher auch 2015 einmal ein Rennen an der Seite Leberkerns kommentiert hatte, hinzu (während Cortese jetzt in der Supersport- bzw. Superbike-Weltmeisterschaft fuhr), seit 2022 ist Cortese nach dem Ende seiner Rennkarriere abermals Experte. Nebel und Cortese wechseln sich genau wie Krummholz und Kainz in der Kabine ab. Gelegentlich sind allerdings, wenn möglich, sowohl Cortese als auch Nebel beteiligt, wobei Nebel in diesem Fall von der Boxengasse aus anstatt aus der Kabine kommentiert und Interviews gibt.

## Rahmenprogramm
Im Rahmen der WorldSBK werden weitere Renndisziplinen ausgetragen. Dies sind seit 1999 die WorldSSP, seit 2017 die WorldSSP300 und eine reine Frauenrennklasse WorldWCR seit 2024.
Im Rahmen der Veranstaltungen der Superbike-WM wurden auch die Rennen des FIM-Superstock-1000-Cups und der Superstock-600-EM ausgetragen. Letztere wurde nach der Saison 2015 abgeschafft und dafür ab 2017 die neue seriennahe Weltmeisterschaft WorldSSP300 etabliert. Die WorldSSP300 soll ab 2026 durch eine neu Klasse ersetzt werden.